# Horace Edouard Davinet

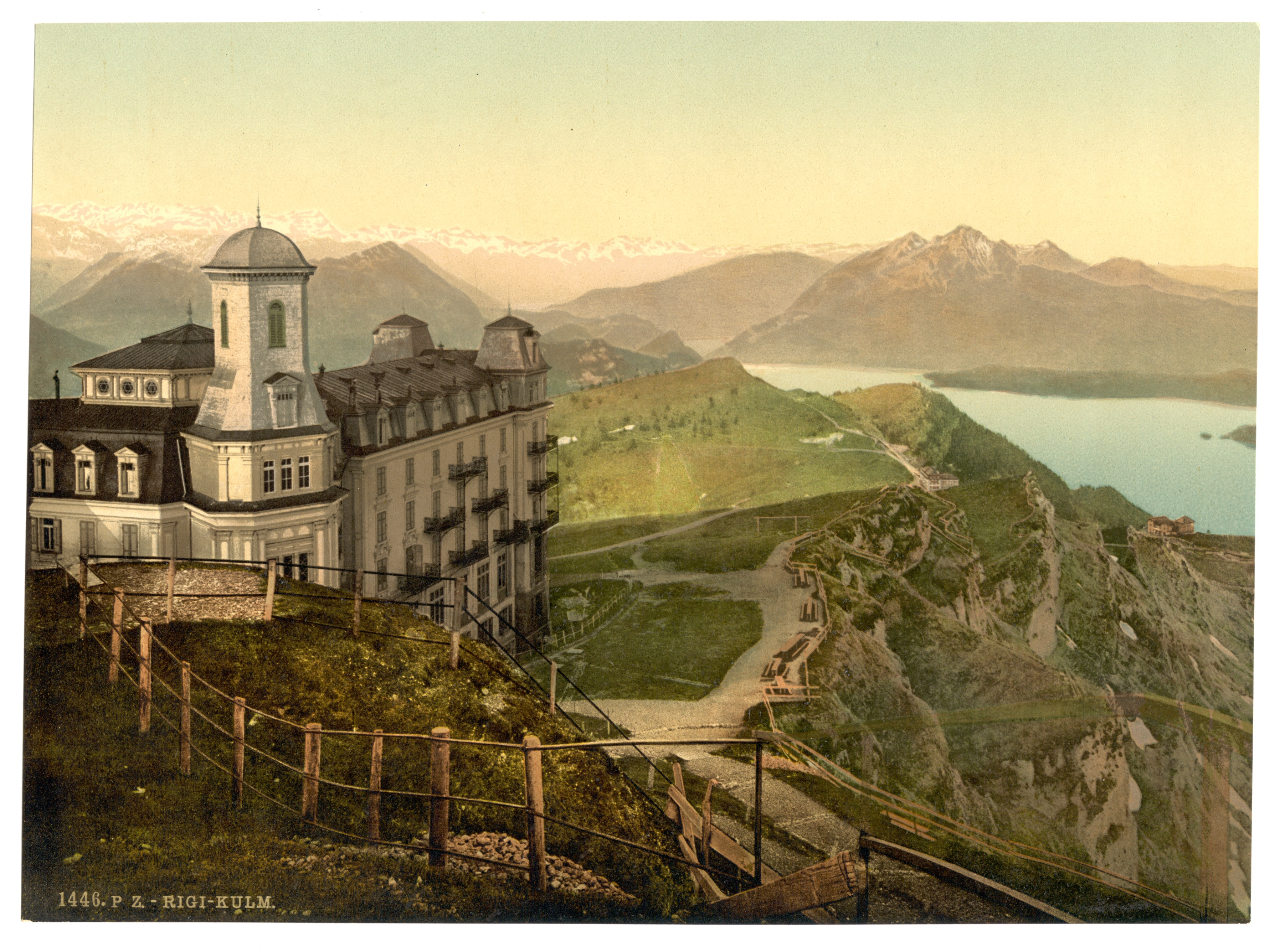
Grand Hotel Schreiber, Rigi Kulm (1875)

Horace Edouard Davinet (* 23. Februar 1839 in Pont-d’Ain; † 30. Juni 1922 in Bern) war ein französisch-schweizerischer Architekt.

## Leben und Karriere

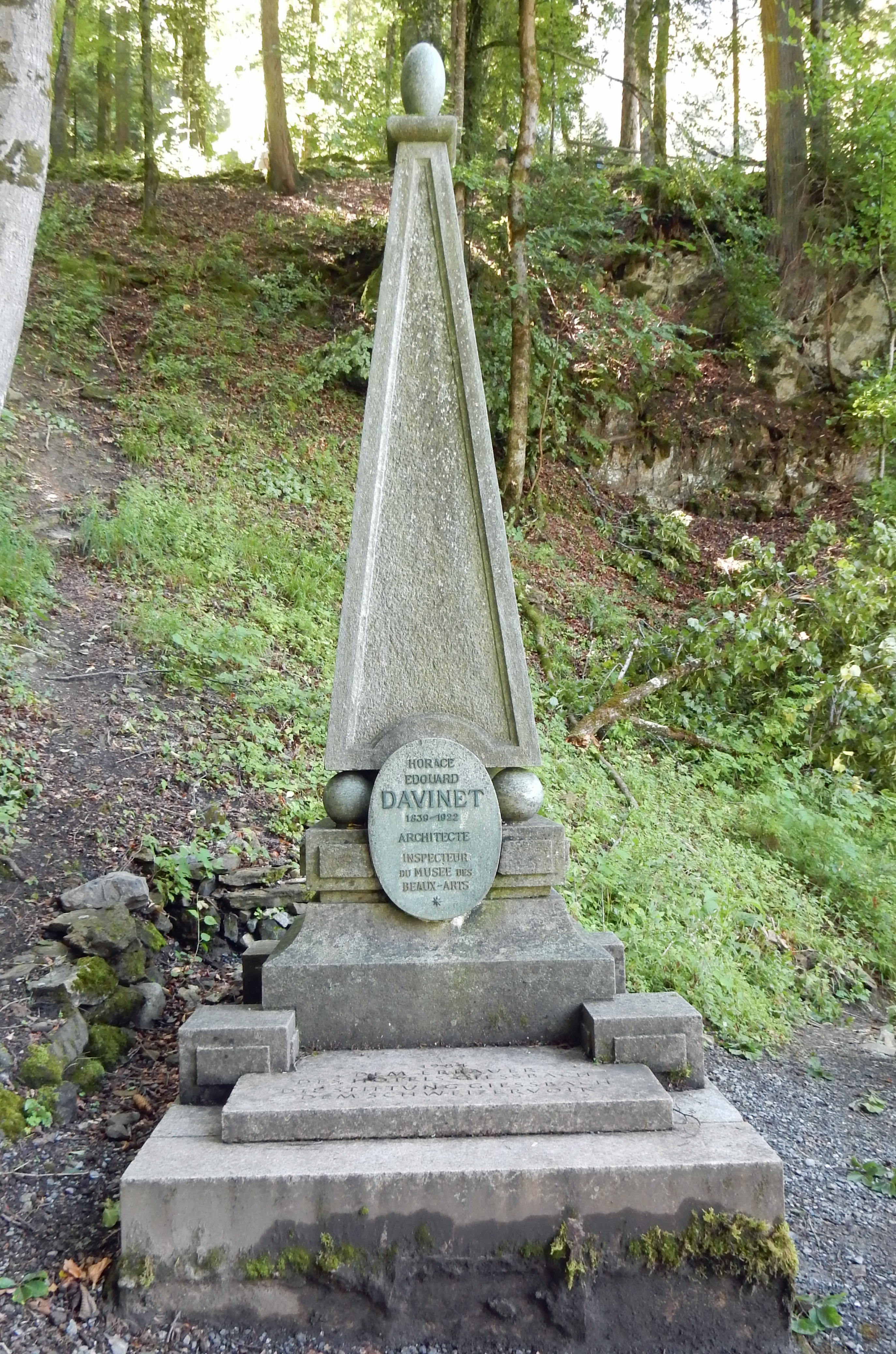
Denkmal für Horace Edouard Davinet beim Grandhotel Giessbach

Der Sohn eines französischen Bürgermeisters besuchte die Schule in Bourg-en-Bresse. Nach dem Tod seiner Mutter lebte er in Bern und begann ab 1856 eine Lehre bei seinem Schwager Jakob Friedrich Studer. In Studers Büro war er an der Planung des Bundesrathauses in Bern, dem Bernerhof, dem Grandhotel Giessbach und dem Jungfraublick in Interlaken beteiligt.
In den Jahren 1862 bis 1864 arbeitete er in Stuttgart bei Wilhelm Bäumer, der damals die Damaszenerhalle der Wilhelma in Cannstatt erbaute. Für den Bau des Grand Hotel Victoria in Interlaken kehrte er 1864 in die Schweiz zurück und gründete mit Studer 1866 in Interlaken ein Architekturbüro, dessen Leitung er bald alleine übernahm. Er baute den Oberländer Hof und das Beau Rivage in Interlaken, das Hotel Victoria in Bern, das Grandhotel Schreiber auf der Rigi Kulm und das Grand Hotel in Seelisberg. 1876 verlegte er das Büro wieder nach Bern und war als Architekt, Unternehmer und Spekulant am Bau des Kirchenfelds, für das er bereits 1859 eine erste Planung vorgelegt hatte, beteiligt. In den 1880er Jahren baute er vermehrt Villen für die Berner Oberschicht. 
1891 wurde Davinet zum Inspektor des Berner Kunstmuseums (Inspecteur du Musée des beaux-arts) berufen, dem er sich in der Folgezeit überwiegend widmete. Infolge der Konzentration auf die bildenden Künste überliess er die Leitung des Büros allmählich seinem Grossneffen Frédéric Studer, der 1904 Partner wurde und das Büro 1913 übernahm.
Davinet wurde 1900 Ehrenburger der Stadt Bern, 1901 wurde er Angehöriger der Gesellschaft zu Ober-Gerwern.

## Ausgewählte Werke

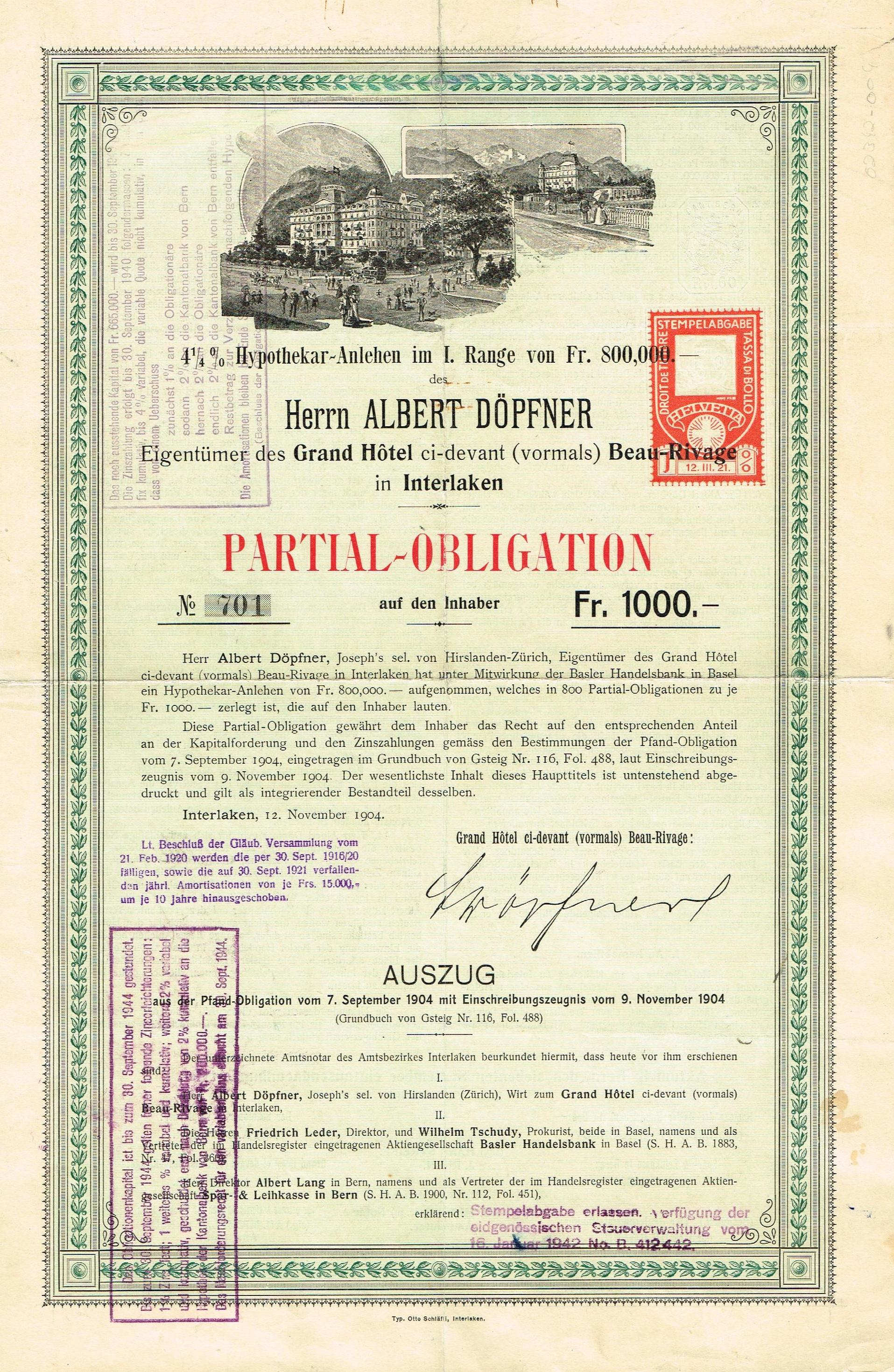
Abbildung des Beau-Rivage in Interlaken auf einer Obligation

- Damascenerhalle und Gästehaus der Wilhelma, Cannstatt, 1862–64 (im Büro Bäumer)
- Hotel Victoria und Hotel Jungfrau, Interlaken, 1864–64 (Bauausführung, mit Jakob Friedrich Studer, nach Plänen von Robert Roller)
- Beau-Rivage in Interlaken
- Grandhotel Giessbach in Brienz
- Planung Überbauung des Kirchenfelds in Bern
- Villa Zurbrügg, später bekannt als Dépendance Hotel Blüemlisalp, in Aeschi bei Spiez erbaut 1865
- Umbau des Grand Hotels Römerbad in Badenweiler (Deutschland), 1880/1881